# North Brooksville
Cet article possède un paronyme, voir Brooksville.
North Brooksville est une census-designated place du comté de Hernando, dans l'État de Floride, aux États-Unis,. En 2020, elle compte une population de 3 506 habitants.